# 巴尔萨德韦斯
巴尔萨德韦斯，是西班牙卡斯蒂利亚-拉曼恰自治区阿尔瓦塞特省的一个市镇。 总面积73km², 总人口204人（2001年），人口密度3人/km²。